# Éditions de l'An 2
Les Éditions de l'An 2 sont une ancienne maison d'édition française de bande dessinée. Elles sont fondées à Angoulême en 2002 par Thierry Groensteen et ont déposé le bilan en décembre 2006. Elles ont été reprises par Actes Sud au sein du label « Actes Sud - L'An 2 », toujours dirigé par Groensteen.

## Histoire
La maison d'édition est fondée en 2002 par Thierry Groensteen, théoricien de la bande dessinée et précédemment directeur du musée de la Bande dessinée au CNBDI (Centre national de la bande dessinée et de l'image).
Les éditions de l'An 2 cherchent à décloisonner bande dessinée, illustration, dessin d'humour, et s'intéressent tant à la création qu'au patrimoine. Elles publient de luxueux ouvrages, à travers différentes collections aux orientations volontairement ambitieuses et artistiques. Pascal Rabaté, Edmond Baudoin, Dominique Hérody, Nicolas de Crécy profitent de cet espace de liberté pour publier des carnets de croquis ou de recherches, tandis que sortent des romans visuels (Mas ailes d'homme, de Ludovic Debeurme ; Le Souterrain, de Sandrine Martin et Xavier Gélard), des monographies (Jean-Claude Forest ou Jean-Christophe Menu) ou d'autres ouvrages d'études (Principes des littératures dessinées, d'Harry Morgan). 
Les éditions de l'An 2 militent également pour une féminisation de la profession d'auteur de bandes dessinées en créant la collection « Traits féminins », qui révèle Anne Herbauts, marque le retour de Jeanne Puchol avec Haro sur la bouchère, et s'ouvre à des auteures américaines, finnoises, britanniques ou espagnoles. 
À partir de 2008, les éditions de L'An 2 publient en partenariat avec le CNBDI la revue d'étude Neuvième Art, fondée en 1996. La revue cesse de paraître en 2009, mais Groensteen devient rédacteur en chef de la revue numérique neuvième art 2.0 qui la remplace.
En tout, 67 titres sont publiés avant que la maison d'édition ne soit contrainte de déposer le bilan, en décembre 2006. Thierry Groensteen poursuit alors son activité d'éditeur comme directeur de la collection « Actes Sud - L'An 2 » au sein du groupe Actes Sud (qui diffusait sa production depuis juin 2005).